# Иргашев, Ильяс
Ильяс Иргашев (узб. Ilyos Irgashev; 22 августа 1921, Ташкент — ?) — советский, узбекский врач-терапевт. Народный врач СССР (1981). 

## Биография
Родился 22 августа 1921 года в Ташкенте.
В 1942 году окончил Ташкентский медицинский институт.
Участник войны (1942—1943), капитан медицинской службы.  
В 1943—1950 годах — главный врач в ряде лечебно-профилактических учреждений в Бухаре и Ташкенте. С 1950 года — начальник медико-санитарной части Ташкентского авиационного производственного объединения им. В. Чкалова.

## Звания и награды
- Заслуженный врач Узбекской ССР (1963)[1]
- Народный врач СССР (1991)
- Медаль «За победу над Германией в Великой Отечественной войне 1941—1945 гг.»